# Santăul Mare, Bihor
Santăul Mare (maghiară Nagyszántó) este un sat în comuna Borș din județul Bihor, Crișana, România.